# Бофор Блавенкур
Бофор Блавенкур (фр. Beaufort-Blavincourt) насеље је и општина у североисточној Француској у региону Север-Па д Кале, у департману Па де Кале која припада префектури Арас.
По подацима из 2011. године у општини је живело 427 становника, а густина насељености је износила 53,51 становника/km². Општина се простире на површини од 7,98 km². Налази се на средњој надморској висини од 152 метара (максималној 158 m, а минималној 118 m).

## Демографија
| 1962. | 1968. | 1975. | 1982. | 1990. | 1999. | 2011. |
| ----- | ----- | ----- | ----- | ----- | ----- | ----- |
| 309   | 319   | 300   | 355   | 394   | 386   | 427   |

График промене броја становника у току последњих година